# Yenagoa

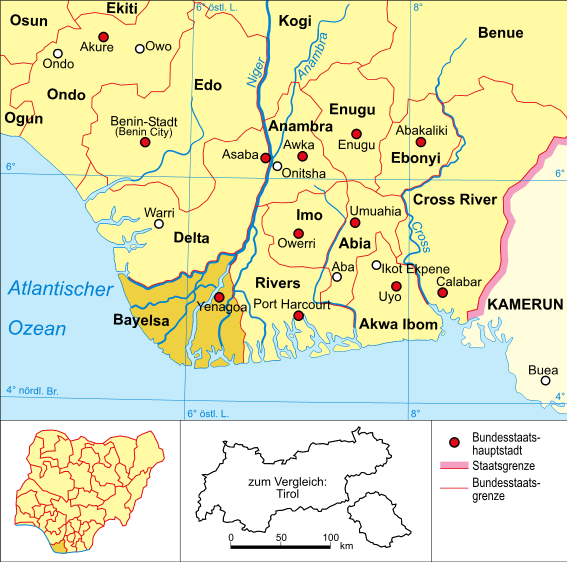
Yenagoas läge i Nigerdeltat.

Yenagoa (alternativa stavningar Yenegoa eller Yenogua) är en stad i Nigerdeltat i södra Nigeria. Den är administrativ huvudort för delstaten Bayelsa och har ungefär 365 000 invånare (2022).